# Charles Morelle Bruce
Charles Morelle Bruce (* 1853; † 1938) war ein US-amerikanischer Politiker und im April 1896 kommissarischer Gouverneur des Arizona-Territoriums. Er war Mitglied der Demokratischen Partei.